# U-41 (1939)
U-41 – niemiecki okręt podwodny (U-Boot) typu IX A z okresu II wojny światowej. Okręt wszedł do służby w 1939.

## Historia
Zamówienie na budowę okrętu podwodnego zostało złożone w stoczni AG Weser w Bremie 21 listopada 1936. Rozpoczęcie budowy okrętu miało miejsce 27 listopada 1937. Wodowanie nastąpiło 22 stycznia 1939, wejście do służby 22 kwietnia 1939.
Okręt wchodził w skład 6. i 2. Flotylli U-Bootów; jedynym dowódcą był Oblt. Gustav-Adolf Mugler. Odbył 3 patrole bojowe, podczas których zatopił 5 jednostek o łącznej pojemności 22 815 BRT, uszkodził jedną (8096 BRT); zdobył również 2 pryzy (2073 BRT).
2 lutego 1940 okręt został zatopiony bombami głębinowymi przez niszczyciel HMS „Antelope” na południe od Irlandii. Zginęła cała – 49-osobowa załoga.